# Francesco Petrarca
Francesco Petrarca (født 20. juli 1304 i Arezzo, død 19. juli 1374 i Arquà Petrarca ved Padova) var en italiensk lærd, digter og tidlig humanist. Han er mest kendt for værket Canzoniere og regnes som humanismens og den italienske renæssances far. Han er også ophav til udtrykket "den mørke middelalder", der var ment som en kritik af fremvæksten af vulgærlatin i litteraturen.

## Baggrund
Petrarca blev født i Arezzo nær Firenze. Hans far blev ligesom Dante forvist fra Firenze i 1301 og sluttede sig til pavehoffet i Avignon. Petrarca kom som otteårig i skole i Carpentras i nærheden af Avignon og studerede jura ved universiteterne i Montpellier og Bologna, men flyttede i 1326 tilbage til Avignon og deltog i selskabslivet omkring pavehoffet. En stor omvæltning i hans liv indtraf, da han ved midnatsmessen langfredag 6. april 1327 fik øje på Laura i kirken Sainte-Claire d'Avignon. Hun skulle senere danne udgangspunkt for hans hovedværk Canzoniere. I 1330 blev han som huskapellan knyttet til kardinal Giovanni Colonnas administration, men arbejdede især med Roms historie.

## Forfatterskab
Fra 1337 slog han sig ned i Vaucluse og helligede sig sit litterære arbejde. Hvor Dante holdt sig til folkesproget italiensk, ønskede Petrarca at genoplive Ciceros latin. Han blev henrykt, da han en gang fik et værk af Homer på græsk, selv om han ikke kunne læse det. Det var da også for sit Afrika-digt på latin, at han i 1341 modtog laurbærkransen på Kapitol i Rom. Petrarca lod, som om han ikke kendte Dantes arbejder på folkesproget, og Boccaccio drillede ham med at forære ham Den Guddommelige Komedie i 1359. Petrarca afviste enhver sammenligning; men ikke desto mindre er hans italienske digte i Canzoniere stærkt påvirket af Dante.
Han udviklede sit forfatterskab i flere genrer gennem 1340'erne, men måtte i 1353 flytte til Milano, hvor han fortsatte redigeringen af sine lyriske digte og sine breve til venner og bekendte, skrifter der egentlig var essays med kommentarer til historie, politik, filosofi og litteratur. I 1350 havde han stiftet bekendtskab med digteren Boccaccio, som blev en nær ven. I 1362 flyttede han til Venezia, men tog otte år senere til Arquà Petrarca. Her døde han dagen før sin 70 års fødselsdag, og i 1874 blev byen opkaldt efter ham.
Pavehoffet og de italienske regenter brugte ham i mange tilfælde som diplomat og rådgiver, og som filosof øvede han stor indflydelse i samtiden og de følgende århundreder.
Man siger ofte, at renæssancen startede, da Petrarca opdagede Ciceros breve. Derudover var det Petrarca, der fik oversat Homers værker fra græsk, så de blev tilgængelige for almindelige, europæiske læsere.
Sammen med Dante og Boccaccio har Petrarca været normsættende for det italienske sprog helt op til nutiden. De var blandt de første, der skrev på det italienske folkemål – al anden litteratur var på latin. Ironisk nok blev latineren Petrarca mest kendt for Canzoniere, som netop er på italiensk – 366 digte, et for hver dag i året, hvoraf næsten alle er kærlighedsdigte til Laura. Mange af dem var sonetter - ikke canzoner, så titlen er misvisende - og Petrarca betragtes som manden, der fuldendte sonetformen. Åbenbart delte han ikke Dantes opfattelse af canzonen som den ædleste form for digt. Selv kaldte Petrarca sit værk Rerum vulgarium fragmenta (= Brudstykker på vulgærsproget/gadesproget), en titel der først i 1888 blev erstattet med det mere velklingende Canzoniere. Inspireret af Dantes Nyt liv skildrer Petrarca Laura fra han så hende første gang til messen i 1327 til hendes dødsdag i peståret 1348. Grebet af kærlighed til pigen blev han genskabt på ny, ligesom mennesket skabtes af Gud på den 6. dag. Som en typisk trubadur undgår han at nævne hende ved navn; det sker kun én enkelt gang, da han ser for sig, "at Laura de tilbage drog fra døden, som Orfeus Eurydike uden sange. Ellers optræder hendes navn i ordspil af typen lauro (= laurbær), l'aura (= vindpust) og l'oro (= guldet).
I Trionfi (= Triumferne) er et allegorisk digt nok påbegyndt i 1352 og aldrig fuldført. Stykket er tydeligt inspireret af Dantes Komedie, på samme vis skrevet i terziner og bygget på den samme idé om mødet med døde berømtheder. Her ses kærlighedens sangere som Ovid, Catullus, Dante selv og en del trubadurer, der dog trumfes af kyskhedens optog med blandt andre Dido, Penelope og vestalinderne.

## Eftermæle
Petrarcas indflydelse på litteraturen har i eftertiden været enorm især på lyrikken, først i Italien i 1400-tallet, og derfra bredte læsningen af Canzoniere sig til Spanien og Portugal i 1500-tallet og videre til Frankrig og England, hvor de største lyrikere tog ved lære af ham, deriblandt Shakespeare. I 1600-tallet bredte strømningerne sig videre til især tysk og svensk lyrik.
Fra slutningen af 1700-tallet blev hans digte genopdaget af romantikerne over hele Europa, også de mest fremtrædende. Canzoniere blev oversat til engelsk, tysk, russisk, svensk. Også i dansk litteratur er der spor heraf hos Oehlenschläger og især Schack von Staffeldt, Ingemann og Christian Winther; men meget få af Petrarcas digte blev oversat, så danske læsere blev afhængige af tysk eller italiensk.
Mere end 1.000 af Petrarcas latinske breve er bevaret. De handler om alt mellem himmel og jord, men først og fremmest om manden selv og hans selvoptagne, nervøse, omskiftelige væsen. Han efterlod sig også et brev til eftertiden, Epistola ad posteros.

## Udgivet på dansk
Canzoniere eller sangenes bog. Oversat og med efterord af Søren Sørensen. - 2. nu fuldstændige udgave. - Multivers, 2011